# Fukaura
Fukaura (深浦町; Fukaura-machi) és un poble del Japó situat a la prefectura d'Aomori.